# Martin Kree
Martin Kree (ur. 27 stycznia 1965 w Wickede (Ruhr)) – niemiecki piłkarz występujący na pozycji obrońcy.

## Kariera
Kree zawodową karierę rozpoczynał w 1983 roku w klubie VfL Bochum. W Bundeslidze zadebiutował 13 kwietnia 1984 roku w przegranym 0:1 meczu z VfB Stuttgart. 12 maja 1984 roku w wygranym 2:1 spotkaniu z Bayerem 04 Leverkusen strzelił pierwszego gola w trakcie gry w Bundeslidze. W 1988 roku dotarł z klubem do finału Pucharu Niemiec, gdzie drużyna VfL Bochum uległa jednak 0:1 Eintrachtowi Frankfurt.
W 1989 roku Kree przeszedł Bayeru 04 Leverkusen, również z Bundesligi. Pierwszy ligowy mecz zaliczył tam 29 lipca 1989 roku przeciwko Borussii Dortmund (1:0). W 1993 roku zdobył z zespołem Puchar Niemiec. W ciągu 5 lat w barwach Bayeru rozegrał 156 spotkań i strzelił 22 gole.
W 1994 roku Kree odszedł do innego pierwszoligowego klubu, Borussii Dortmund. W jej barwach zadebiutował 20 sierpnia 1994 roku w wygranym 4:0 ligowym meczu z TSV 1860 Monachium. W 1995 roku oraz w 1996 roku zdobył z Borussią mistrzostwo Niemiec. W 1997 roku zwyciężył z nią w rozgrywkach Ligi Mistrzów oraz Pucharu Interkontynentalnego. W 1998 roku Kree zakończył karierę.